# Mabo v Queensland (No 1)
Mabo v Queensland (N.º 1), foi um significativo caso decidido na Supremo Corte da Austrália, em 8 de dezembro de 1988. Constatou-se que a Declaração das Ilhas da Costa de Queensland de 1985, que tentou retrospectivamente abolir os direitos dos títulos nativos de direitos, não era válida segundo a Ato de Discriminação Racial de 1975.

## Contexto do caso
O caso era bastante relacionado a outro processo no Tribunal Superior (Mabo v Queensland (N.o 2), decidido em 1992), que foi uma disputa entre o povo Meriam (do Estreito de Torres) e o Governo de Queensland, na qual vários Meriam, especialemente Eddie Mabo, alegavam que tinham certos direitos de títulos nativos sobre as Ilhas Murray. Em 1985, o Governo de Queensland aprovaou a Declaração das Ilhas da Costa de Queensland, que foi destinado abolir retroativamente qualquer título nativo de direitos, se eles existissem.
O povo Meriam procurou impedir o Governo de Queensland, apoiando-se na Ato das Ilhas Costeiras em sua defesa para o processo principal.

## O caso
O principal argumento dos autores era de que o Ato das Ilhas Costeiras era inválido, porque era contrário ao Ato de Discriminação Racial de 1975, uma lei aprovada pelo Parlamento da Austrália. A seção 109 da Constituição da Austrália prevê que se um Ato de um parlamento estadual é inconsistente com um Ato do Parlamento da Austrália, o ato estadual é inválido. Assim, os autores argumentaram que o Governo de Queensland não poderia apoiar-se na  Ato das Ilhas Costeiras como parte de sua defesa no processo principal. O Governo de Queensland argumentou que o Ato era válido, e que teve o efeito de extinguir quaisquer direitos que os autores podem ter tido, que podem ter sobrevivido a anexação das ilhas em 1879.
Ambas as partes concordaram que o processo deveria prosseguir com o pressuposto de que os autores tinham, de fato, o título nativo de direitos, embora essa questão ainda não havia sido decidida. O tribunal concordou que a  Ato das Ilhas Costeiras extinguiria o título nativo de direitos se, de fato, eles existissem. A questão principal era, portanto, se a Ato das Ilhas Costeiras foi válida.
A seção 10(1) de tal Ato previa que, se as leis da Commonwealth ou dos estados que privassem uma pessoa de uma raça ou grupo étnico de um direito desfrutado por outro grupo, então a lei não tem efeito. Uma importante questão era se a leis que têm o efeito de remoção ou de limitação de direitos de apenas um determinado grupo cai sob a seção 10(1).

## A decisão
As sentenças dos juizes Brennan, Toohey e Gaudron declararam que os títulos de direitos nativos, se eles de fato existem, devem ser tratados como parte do arcabouço jurídico do direito humano de possuir e herdar bens. Eles disseram que o efeito da Ato das Ilhas Costeiras foi privar o povo Meriam de sua propriedade tradicional, ao negar seu título de direitos nativos. Assim, o seu direito a possuir e herdar bens era limitado.

## Consequências
Este caso foi um passo importante para o reconhecimento do processo principal, Mabo v Queensland (N.º 2), que o título nativo de fato existia.